# 하야시 아이코
하야시 아이코(木愛子, 1993년 11월 17일 ~ )는 일본의 아티스틱스위밍 선수이다.
2015년 세계 수영 선수권 대회에서 2개의 동메달을 획득했다.
하야시는 2016년 하계 올림픽 여자 싱크로나이즈 수영 단체에서 동메달을 획득했다.